# Hubin
Der Stadtbezirk Hubin (chinesisch 湖滨区, Pinyin Húbīn Qū) gehört zum Verwaltungsgebiet der bezirksfreien Stadt Sanmenxia in der chinesischen Provinz Henan. Er hat eine Fläche von 204,6 km² und zählt 325.200 Einwohner (Stand: Ende 2018).

## Administrative Gliederung
Auf Gemeindeebene setzt sich der Stadtbezirk aus sieben Straßenvierteln und drei Gemeinden zusammen. 